# دیروز، امروز، فردا (برنامه تلویزیونی)
دیروز، امروز، فردا برنامه زنده تلویزیونی محصول شبکه ۳ سیمای جمهوری اسلامی ایران است که در آن مناظرات سیاسی و اجتماعی برگزار می‌شود.